# Afrikanska mästerskapet i fotboll 1959
Afrikanska mästerskapet i fotboll 1959 spelades i Egypten, som då ingick i Förenade Arabrepubliken. Tre lag deltog: Förenade Arabrepubliken (med spelare enbart från Egypten), Sudan och Etiopien. Med bara tre lag spelades turneringen i serieformat, där hemmanationen Förenade arabrepubliken till slut stod som segrare.
Turneringen blev också ihågkommen för de tre tränarna från Östeuropa: Tjeckoslovakerna Starosta och Hada, som tränade Etiopien respektive Sudan, samt ungraren Pal Titkos som ledde Förenade arabrepubliken.

## Matcher
| Lag                     | S | V | O | F | GM | IM | MS | P |
| ----------------------- | - | - | - | - | -- | -- | -- | - |
| Förenade arabrepubliken | 2 | 2 | 0 | 0 | 6  | 1  | +5 | 4 |
| Sudan                   | 2 | 1 | 0 | 1 | 2  | 2  | 0  | 2 |
| Etiopien                | 2 | 0 | 0 | 2 | 0  | 5  | −5 | 0 |

|  | 22 maj 1959 | Förenade arabrepubliken                              | 4 – 0           | Etiopien | Al Ahly Stadium                                        |                                                        |
|  |             | Mahmoud El-Gohary 29′, 42′, 73′ Mimi El-Sherbini 64′ | (2 – 0) Rapport |          | Kairo Publik: 50 000 Domare: Zivko Bajic (Jugoslavien) | Kairo Publik: 50 000 Domare: Zivko Bajic (Jugoslavien) |
|  |             |                                                      |                 |          | Kairo Publik: 50 000 Domare: Zivko Bajic (Jugoslavien) | Kairo Publik: 50 000 Domare: Zivko Bajic (Jugoslavien) |
|  |             |                                                      |                 |          | Kairo Publik: 50 000 Domare: Zivko Bajic (Jugoslavien) | Kairo Publik: 50 000 Domare: Zivko Bajic (Jugoslavien) |

|  | 25 maj 1957 | Sudan                    | 1 – 0           | Etiopien | Al Ahly Stadium                                    |                                                    |
|  |             | Abdul Muttalib Naser 40′ | (1 – 0) Rapport |          | Kairo Publik: 40 000 Domare: M. Tsissis (Grekland) | Kairo Publik: 40 000 Domare: M. Tsissis (Grekland) |
|  |             |                          |                 |          | Kairo Publik: 40 000 Domare: M. Tsissis (Grekland) | Kairo Publik: 40 000 Domare: M. Tsissis (Grekland) |
|  |             |                          |                 |          | Kairo Publik: 40 000 Domare: M. Tsissis (Grekland) | Kairo Publik: 40 000 Domare: M. Tsissis (Grekland) |

|  | 29 maj 1957 | Förenade arabrepubliken | 2 – 1           | Sudan             | Al Ahly Stadium                                        |                                                        |
|  |             | Essam Baheeg 12′, 89′   | (1 – 0) Rapport | 65′ Seddik Manzul | Kairo Publik: 60 000 Domare: Zivko Bajic (Jugoslavien) | Kairo Publik: 60 000 Domare: Zivko Bajic (Jugoslavien) |
|  |             |                         |                 |                   | Kairo Publik: 60 000 Domare: Zivko Bajic (Jugoslavien) | Kairo Publik: 60 000 Domare: Zivko Bajic (Jugoslavien) |
|  |             |                         |                 |                   | Kairo Publik: 60 000 Domare: Zivko Bajic (Jugoslavien) | Kairo Publik: 60 000 Domare: Zivko Bajic (Jugoslavien) |

## Skytteligan
3 mål
- Mahmoud El-Gohary

2 mål
- Essam Baheeg

1 goal
- Mimi El-Sherbini
- Drissa
- Manzul